# Холм (Псковська область)
Холм (рос. Холм) — присілок в Куньїнському районі Псковської області Російської Федерації.
Населення становить 15 осіб. Входить до складу муніципального утворення Пухновська волость.

## Історія
Від 2015 року входить до складу муніципального утворення Пухновська волость.

## Населення
| 2001 | 2002 | 2010 |
| ---- | ---- | ---- |
| 28   | ↘25  | ↘15  |